# Cycloctenus
Genre
Synonymes
- Pycnoctenus L. Koch, 1878

Cycloctenus est un genre d'araignées aranéomorphes de la famille des Cycloctenidae.

## Distribution
Les espèces de ce genre se rencontrent en Nouvelle-Zélande et en Australie.

## Liste des espèces
Selon World Spider Catalog (version 17.0, 11/06/2016) :
- Cycloctenus abyssinus Urquhart, 1890
- Cycloctenus agilis Forster, 1979
- Cycloctenus centralis Forster, 1979
- Cycloctenus cryptophilus Hickman, 1981
- Cycloctenus duplex Forster, 1979
- Cycloctenus fiordensis Forster, 1979
- Cycloctenus flaviceps L. Koch, 1878
- Cycloctenus flavus Hickman, 1981
- Cycloctenus fugax Goyen, 1890
- Cycloctenus infrequens Hickman, 1981
- Cycloctenus lepidus Urquhart, 1890
- Cycloctenus montivagus Hickman, 1981
- Cycloctenus nelsonensis Forster, 1979
- Cycloctenus paturau Forster, 1979
- Cycloctenus pulcher Urquhart, 1891
- Cycloctenus robustus (L. Koch, 1878)
- Cycloctenus westlandicus Forster, 1964

## Publication originale
- L. Koch, 1878 : Die Arachniden Australiens. Nürnberg, vol. 1, p. 969-1044 (texte intégral).